# Acacia sassa
Acacia sassa é uma espécie de leguminosa do gênero Acacia, pertencente à família Fabaceae.